# جيمي لورانس (لاعب كرة قدم أمريكية)
جيمي لورانس (بالإنجليزية: Jimmy Lawrence)‏ هو لاعب كرة قدم أمريكية أمريكي، ولد في 15 مارس 1913 في داوسون في الولايات المتحدة، وتوفي في 1990.

## وصلات خارجية
- جيمي لورانس على موقع مرجع كرة القدم المحترفة.كوم (الإنجليزية)